# NGC 6991/2
NGC 6991/2 је расејано звездано јато у сазвежђу Лабуд које се налази на NGC листи објеката дубоког неба.
Деклинација објекта је + 47° 18' 38" а ректасцензија 20h 54m 56,4s. Привидна величина (магнитуда) објекта NGC 6991 износи 13,1. NGC 69912 је још познат и под ознакама JH's cluster.